# 黄惠康
黄惠康（1955年9月25日—），男，浙江杭州人，中华人民共和国政治人物、外交官。曾任中华人民共和国驻马来西亚大使。

## 生平
1978年，考入黑龙江大学学习。1982年，本科毕业，进入武汉大学法学院学习。1984年，毕业留校任教，先後擔任歷任講師、副教授、教授。1985年，兼任武大國際法研究所副所長，同年开始在武大法学院攻读博士学位；1988至1989年，擔任美國新墨西哥大學客座教授；1991年，任亞非法律協商委員會助理秘書長。1995年，调入外交系统，任外交部条约法律司一秘，后升任參贊；2002年，任駐紐約總領事館副總領事、首席館員。2005年，任驻加拿大大使馆公使銜參贊、首席館員。2009年，挂职河北省唐山市副市長。2010年，任外交部氣候變化談判特別代表。2011年，任外交部條約法律司司長。2014年1月，出任中华人民共和国驻马来西亚大使。2017年10月，自驻马来西亚大使离任。

## 评价
2015年9月29日，马来西亚华人公会前总会长林良实在出席见证拉曼大学与马来西亚公司秘书协会签署了解备忘录后认为，黄惠康是名经验丰富的中国外交官，通情达理，深谙外交的责任，因此不会说出伤害两国友好关系的言论。他说：“黄惠康是很有经验的大使，很有礼貌懂得外交，我不认为他有说错什么。”林良实指出，本身前一天（9月28日）出席中国东盟商务协会（马来西亚）成立仪式，黄惠康在致词时指出，国家应当“以邻为荣，不以邻为壑”（Prosper Thy Neighbour And Not Beggar Thy Neighbour），他认为这是很宏观的言论。